# Liste der Kernreaktoren in der Schweiz
Die Liste der Kernreaktoren in der Schweiz beinhaltet alle Kernkraftwerke, die in Betrieb sind oder waren, alle Forschungsreaktoren, die heute mit einer Ausnahme alle stillgelegt sind, sowie geplante Reaktoren, die noch im Planungsstadium endgültig aufgegeben wurden.

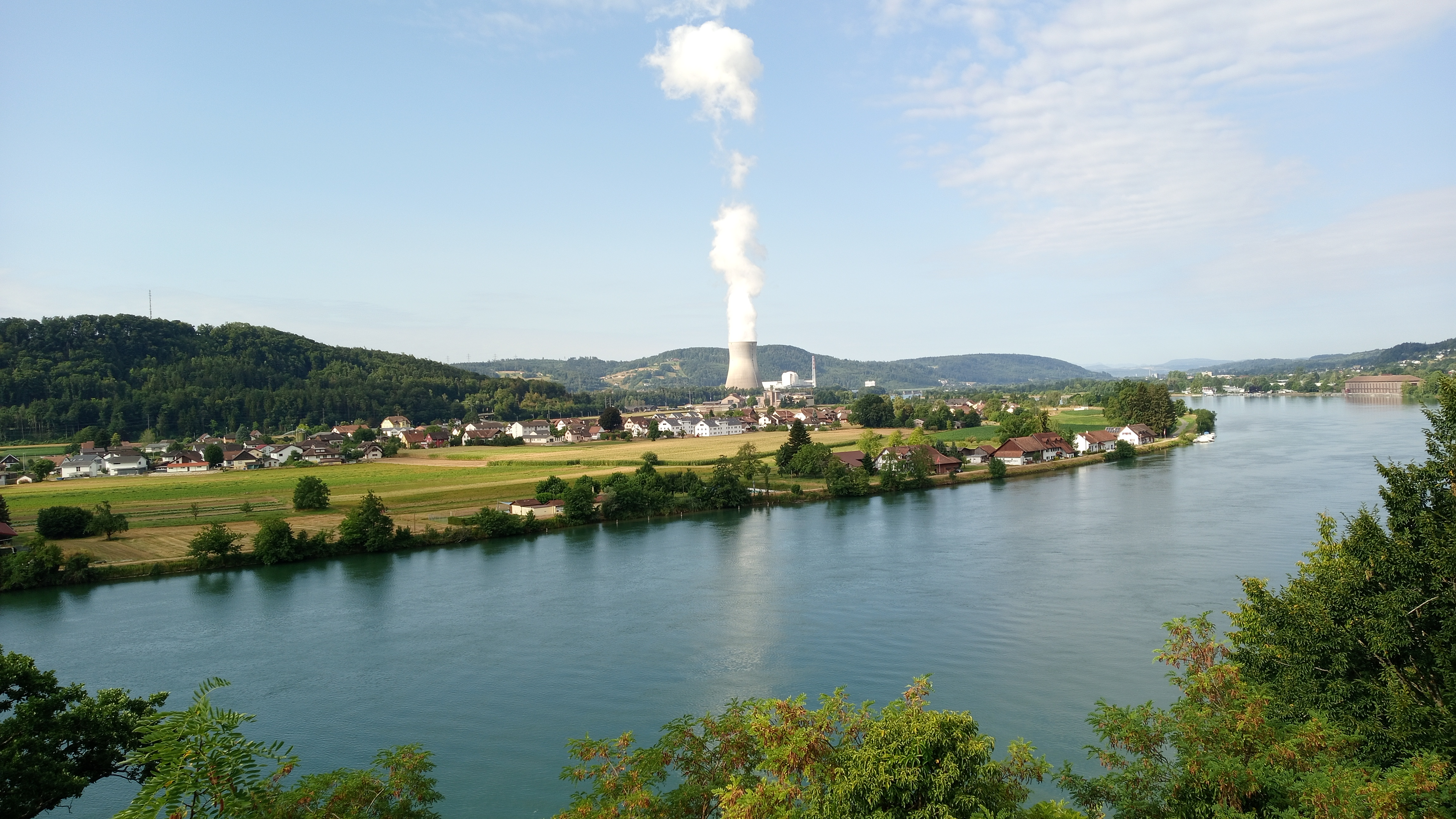
Blick von der deutschen Kreisstadt Waldshut auf das Kernkraftwerk Leibstadt am Hochrhein, 2022

## Übersicht
In der Schweiz sind drei Kernkraftwerke mit vier Reaktorblöcken und einer installierten Bruttogesamtleistung von 3'095 MW am Netz. Ihr Anteil an der Gesamtstromerzeugung beträgt etwa 37 Prozent.
In der Schweiz wurde der Reaktorblock Beznau 1, der sich noch in Betrieb befindet, am 17. Juli 1969 als erster in Betrieb genommen. Beznau 1 ist damit (2019) der älteste aktive Kernreaktor der Welt. Das Kernkraftwerk Leibstadt ist mit einem Reaktorblock und einer installierten Bruttoleistung von 1'220 MW das leistungsstärkste, wobei der Reaktorblock auch der neuste ist.
Nach der Nuklearkatastrophe von Fukushima beschloss die Regierung in Bern am 25. Mai 2011 den Ausstieg aus der Atomenergie. Der Nationalrat stimmte am 8. Juni 2011 der Motion zu, der Ständerat folgte am 28. September 2011. Das bestehende Kernenergiegesetz soll so geändert werden, dass keine Bewilligungen für neue Kernreaktoren erteilt werden, die bestehenden Anlagen sollen nach einer Gesamtlaufzeit von 50 Jahren abgeschaltet werden. Somit würde der Atomausstieg bis 2034 vollzogen sein. Der Gesetzesvorschlag des Ständerates spricht aber ausdrücklich nicht von einem «Technologieverbot», der Bundesrat soll regelmässig über die Weiterentwicklung der Technologie berichten.

## Reaktoren zur kommerziellen Energiegewinnung
| Name      | Block | Reaktortyp | Modell     | Status      | Netto- leistung in MWe (Design) | Brutto- leistung in MWe | Therm. Leistung in MWt | Baubeginn  | Erste Kritikalität | Erste Netzsyn- chronisation | Kommer- zieller Betrieb | Abschal- tung (geplant) | Einspeisung in TWh |
| --------- | ----- | ---------- | ---------- | ----------- | ------------------------------- | ----------------------- | ---------------------- | ---------- | ------------------ | --------------------------- | ----------------------- | ----------------------- | ------------------ |
| Lucens    | 1     | HWGCR      | HWGCR      | Stillgelegt | 6                               | 7                       | 28                     | 01.04.1962 | 29.12.1966         | 29.01.1968                  | –                       | 21.01.1969              | –                  |
| Mühleberg | 1     | BWR        | BWR-4      | Stillgelegt | 373 (306)                       | 390                     | 1097                   | 01.03.1967 | 08.03.1971         | 01.07.1971                  | 06.11.1972              | 20.12.2019              | 122,46             |
| Beznau    | 1     | PWR        | WH 2LP     | In Betrieb  | 365 (350)                       | 380                     | 1130                   | 01.09.1965 | 30.06.1969         | 17.07.1969                  | 09.12.1969              | (2033)                  | 130,59             |
| Beznau    | 2     | PWR        | WH 2LP     | In Betrieb  | 365                             | 380                     | 1130                   | 01.01.1968 | 16.10.1971         | 23.10.1971                  | 04.03.1972              | (2032)                  | 137,43             |
| Gösgen    | 1     | PWR        | PWR 3 Loop | In Betrieb  | 1010 (920)                      | 1060                    | 3002                   | 01.12.1973 | 20.01.1979         | 02.02.1979                  | 01.11.1979              | –                       | 313,35             |
| Leibstadt | 1     | BWR        | BWR-6      | In Betrieb  | 1233 (960)                      | 1275                    | 3600                   | 01.01.1974 | 09.03.1984         | 24.05.1984                  | 15.12.1985              | –                       | 298,32             |

1. ↑  HWGCR: 2-loops

## Forschungs-/Versuchsreaktoren
| Name der Anlage | Art der Anlage                    | Status der Anlage                                       | Baubeginn  | Inbetriebnahme | Abschaltung | Bemerkungen |
| --------------- | --------------------------------- | ------------------------------------------------------- | ---------- | -------------- | ----------- | --- |
| AGN 201 P       | HOMOG (S)                         | Stillgelegt                                             | 01.05.1958 | 01.06.1958     | 01.01.1987  | Eigentümer und Betreiber: Universität Genf; Ausbildungsreaktor                                                              |
| AGN 211 P       | HOMOG (S)                         | Stillgelegt                                             | 30.04.1959 | 01.08.1959     | 12.2015     | 2 kWt; Eigentümer: Universität Basel; Betreiber: Institut für Physik; Ausbildungsreaktor                                    |
| Lucens (VAKL)   | Schwerwasserreaktor, unterirdisch | Nach Unfall rückgebaut                                  | 01.07.1962 | 10.05.1968     | 21.01.1969  | 30 MWt; Eigentümer und Betreiber: Energie Ouest Suisse (EOS); Versuchsatomkraftwerk                                         |
| CROCUS          | kritische Anordnung               | In Betrieb                                              | 01.01.1979 | 13.07.1983     |             | 0,10 kWt; Eigentümer: Labor für Reaktorphysik; Betreiber: École polytechnique fédérale de Lausanne; Ausbildungsreaktor      |
| DIORIT          | Schwerwasserreaktor               | Stillgelegt und rückgebaut, mit Ausnahme Reaktorgebäude | 01.01.1957 | 10.10.1960     | 07.07.1977  | 30.000 kWt; Eigentümer und Betreiber: Paul Scherrer Institut (PSI); Forschungsreaktor                                       |
| PROTEUS         | kritische Anordnung               | Stillgelegt                                             | 01.06.1965 | 01.01.1968     | 19.04.2011  | 1 kWt; Eigentümer und Betreiber: Paul Scherrer Institut (PSI); Forschungsreaktor                                            |
| Saphir          | Schwimmbadreaktor (Leichtwasser)  | Stillgelegt und rückgebaut, mit Ausnahme Reaktorgebäude | 01.05.1956 | 30.04.1957     | 13.05.1994  | 10.000 kWt; Eigentümer: Paul Scherrer Institut (PSI); Betreiber: Saphir Division, Paul Scherrer Institut; Forschungsreaktor |

## Im Planungsstadium endgültig aufgegebene Reaktoren
| Name der Anlage | Art der Anlage                 | Beginn Planung | Projekt eingestellt | Bemerkungen und geplanter Baubeginn bzw. Inbetriebnahme          |
| --------------- | ------------------------------ | -------------- | ------------------- | ---------------------------------------------------------------- |
| Graben          | Siedewasserreaktor             | –              | 20.08.1990          | 1214 MW Bruttoleistung, 1140 MW Nettoleistung; Planungen beendet |
| Inwil           | Siedewasserreaktor             | –              | 06.03.1989          | ? MW Bruttoleistung, 900 MW Nettoleistung; Planungen beendet     |
| Kaiseraugst     | Siedewasserreaktor             | –              | 01.01.1989          | ? MW Bruttoleistung, 1000 MW Nettoleistung; Planungen beendet    |
| Rüthi           | Druckwasserreaktor             | –              | 20.02.1980          | ? MW Bruttoleistung, 900 MW Nettoleistung; Planungen beendet     |
| Verbois         | Hochtemperaturreaktor          | –              | –                   | ? MW Bruttoleistung, 1100 MW Nettoleistung; Planungen beendet    |
| Niederamt       | offen, wohl Druckwasserreaktor | –              | –                   | offen (ca. 1100–1600 MW, mit Hybridkühlturm); Planungen beendet  |
| Beznau 3        | offen, wohl Druckwasserreaktor | –              | –                   | offen (ca. 1200–1600 MW, mit Hybridkühlturm); Planungen beendet  |
| Mühleberg 2     | offen, wohl Druckwasserreaktor | –              | –                   | offen (ca. 1000–1600 MW, mit Hybridkühlturm); Planungen beendet  |